# 치킨 맥너겟
치킨 맥너겟(Chicken McNuggets)은 국제적인 패스트푸드 식당 체인 맥도날드가 판매하는 치킨 너겟의 일종이다. 반죽물 처리하고 튀긴 뼈없는 닭고기 조각으로 구성된다. 치킨 맥너겟은 1970년대 말 키스톤 푸즈(Keystone Foods)가 구상해냈으며 1979년 레시피가 완성되었고 1981년 선별 시장에서 도입하기에 이르렀다. 이 너겟은 공급 문제를 해결한 뒤 1983년 전 세계적으로 판매되었다. 2016년 인공 방부제를 제거하고 영양가를 높였다.
네가지 종류의 모양이 있으며 각각 벨, 볼, 본, 부츠라는 이름도 있다.